# Plagiognathus dimorphus
Plagiognathus dimorphus är en insektsart som beskrevs av Schuh 2001. Plagiognathus dimorphus ingår i släktet Plagiognathus och familjen ängsskinnbaggar. Inga underarter finns listade i Catalogue of Life.